# Rozeille
La Rozeille, ou ruisseau de Sarcenoux dans sa partie amont, est une rivière française du département de la Creuse, en région Nouvelle-Aquitaine, affluent de la Creuse et sous-affluent de la Loire par la Vienne.

## Géographie

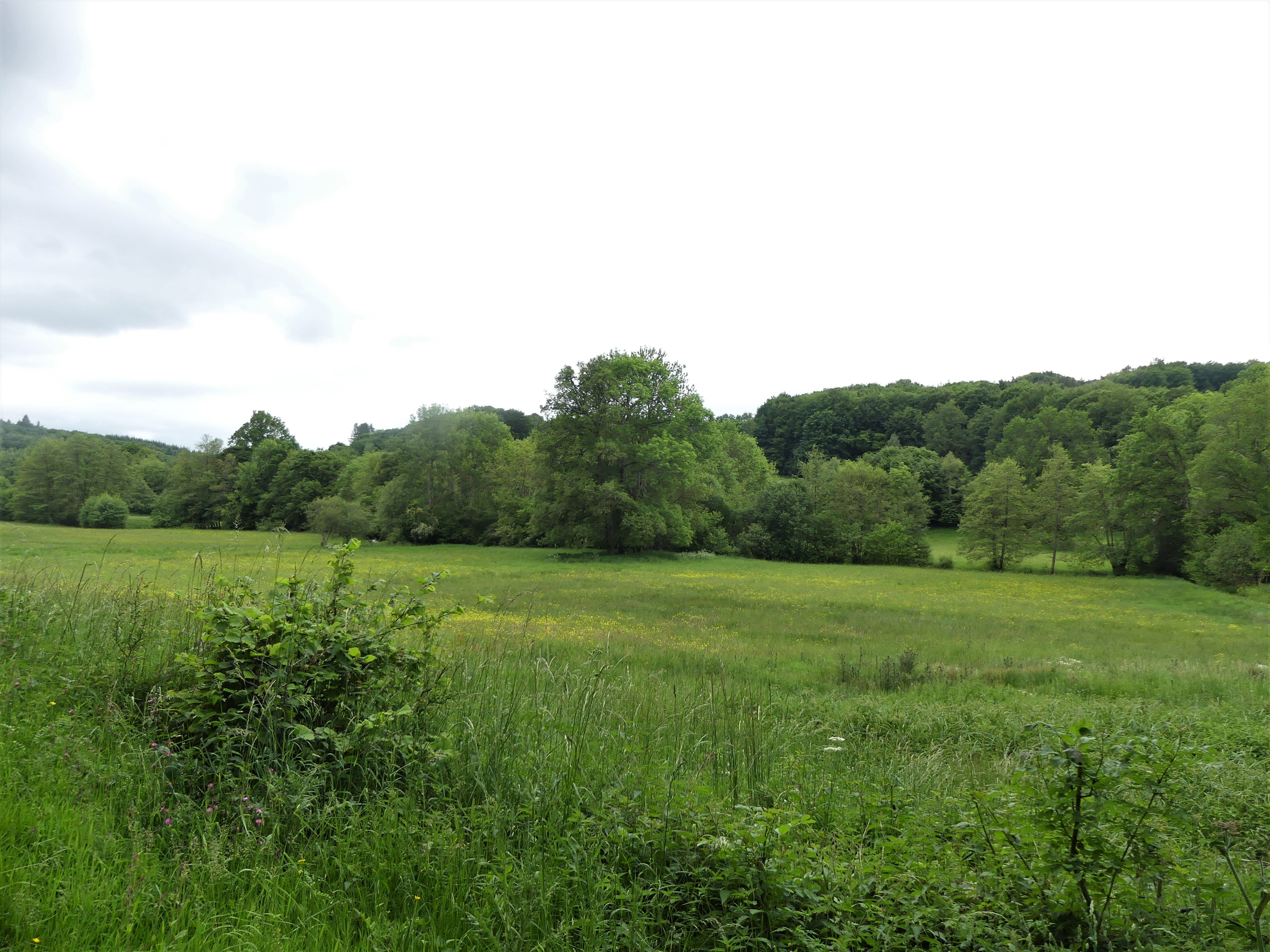
La vallée de la Rozeille en amont du bourg de Beissat.

Selon le Sandre, la Rozeille est un cours d'eau dont la partie amont porte le nom de ruisseau de Sarcenoux.
Le ruisseau de Sarcenoux prend sa source au rebord nord du plateau de Millevaches, dans le département de la Creuse vers 835 mètres d’altitude à l’intérieur du camp militaire de La Courtine, sur les pentes nord du puy du Gardonnet, sur la commune de Beissat, trois kilomètres au sud-est du bourg.
Il passe sous la route départementale (RD) 25, reçoit sur sa droite le ruisseau de Lair et prend alors le nom de Rozeille. Celle-ci longe le bourg de Beissat puis est retenue au barrage de Beissat — également appelé barrage de la Rozeille — car situé en aval du bourg de Beissat, mais sur la commune de Magnat-l'Étrange, formant une retenue de 21 hectares.
La Rozeille est franchie par la RD 28, passe au nord-ouest du bourg de Magnat-l'Étrange puis successivement sous les RD 32 et 90. Elle longe la RD 18 qui la franchit une première fois, passe au pied du château du Bost et reçoit sur sa droite un cours d'eau formé par la réunion du Gaschard et du ruisseau du Theil. Elle passe sous la RD 35 au lieu-dit la Cour puis à nouveau sous la RD 18. Toujours sur sa droite, elle est grossie par le ruisseau des Vergnes et baigne le bourg de Pontcharraud, passant sous la RD 10 puis sous la RD18 pour la troisième fois. Elle s'écoule en contrebas du bourg de Sainte-Feyre-la-Montagne, est franchie par la RD 38 à l'est de la Bregère, et reçoit la Prade sur sa droite. Elle passe une quatrième fois sous la RD 18 au Breuil, puis sous la RD 19, avant de s'engager sur près de quatre kilomètres dans des gorges pouvant atteindre 70 mètres de profondeur, recevant au passage le ruisseau de Peyrat à droite. Au sortir de ces gorges, elle est franchie par la RD 990 au pont Céleris, reçoit sur sa gauche le ruisseau d'Arfeuille juste avant de passer sous la ligne ferroviaire Aubusson-Felletin.
Elle passe sous la RD 982 et rejoint 70 mètres plus loin la Creuse en rive droite, à 441 mètres d’altitude, au lieu-dit le Thym, deux kilomètres et demi au nord-ouest du bourg de Moutier-Rozeille.
S'écoulant globalement  du sud-est vers le nord-ouest, la Rozeille est longue de 34,2 km. Avec un dénivelé de 394 mètres, sa pente moyenne s'établit à 11,52 mètres par kilomètre.

### Communes et département traversés
La Rozeille arrose neuf communes dans le département de la Creuse, soit d'amont vers l'aval : Beissat (source), Magnat-l'Étrange, Saint-Georges-Nigremont, Pontcharraud, Saint-Frion, Néoux, Sainte-Feyre-la-Montagne, Saint-Pardoux-le-Neuf et Moutier-Rozeille (confluence avec la Creuse).

### Bassin versant
Son bassin versant s'étend sur 189 km2. Il est constitué à 53,28 % de « territoires agricoles », à 45,75 % de « forêts et milieux semi-naturels », à 0,44 % de « territoires artificialisés », à 0,31 % de « zones humides » et à 0,20 % de « surfaces en eau ». Outre les neuf communes baignées par la Rozeille, le bassin en concerne également neuf autres : 
- La Courtine baignée par le Vergneredonde[4] ;
- Crocq et Saint-Maurice-près-Crocq baignées par les Vergnes[5] ;
- Felletin baignée par l'Arfeuille[6] ;
- Malleret baignée par le Gaschard[7] ;
- Poussanges baignée par le ruisseau de Grancher[8] ;
- Saint-Agnant-près-Crocq baignée par le ruisseau du Theil[9] ;
- Saint-Alpinien baignée par le Peyrat[10] ;
- Saint-Pardoux-d'Arnet baignée par la Prade[11].

### Affluents
Parmi les onze affluents répertoriés par le Sandre, quatre ont une longueur supérieure à 5 km. D'amont vers l'aval se suivent :
- les Vergnes, ou ruisseau des Vergnes, ou ruisseau des Côtes (11,5 km) en rive droite[5] ;
- la Prade (6,1 km) en rive droite[11] ;
- le Peyrat ou ruisseau de Peyrat (7,2 km) en rive droite[10] ;
- l'Arfeuille ou ruisseau d'Arfeuille (7,6 km) en rive gauche[6].

Parmi les affluents importants figure également, en amont du ruisseau des Vergnes, un autre ruisseau en rive droite, seulement long de 200 mètres mais qui a un affluent, le ruisseau du Theil, long de 6 km, ce dernier ayant lui-même un affluent encore plus long, le Gaschard, ou ruisseau de Gaschard, ou ruisseau de la Gratte, long de 8 km.
Le Gaschard ayant un affluent, le nombre de Strahler de la Rozeille est donc de cinq.

### Organisme gestionnaire
Le bassin versant de la Rozeille est couvert par le schéma d'aménagement et de gestion des eaux (SAGE) « Creuse ». 
Ce document de planification, dont le territoire correspond au bassin de la Creuse, d'une superficie de 9 544 km2 est en cours d'élaboration. La structure porteuse de l'élaboration et de la mise en œuvre est l'établissement public territorial de bassin de la Vienne.

## Hydrologie

### La Rozeille à Moutier-Rozeille
Vu la taille de son bassin versant, la Rozeille est une rivière abondante, mais fort irrégulière. Son débit a été observé durant une période de 60 ans (1959-2018), à Moutier-Rozeille, juste avant son confluent avec la Creuse. Le bassin versant de la rivière y est de 186 km2 (soit sa quasi-totalité puisque le bassin s'étend sur 189 km2).
Le module de la rivière à Moutier-Rozeille est de 2,52 m3/s.
Les hautes eaux se déroulent en hiver de décembre à mai inclus (avec un maximum en janvier et février). Les basses eaux d'été ont lieu de juillet à octobre, avec une baisse du débit moyen mensuel allant jusqu'à 0,619 m3/s au mois d'août. Mais les fluctuations de débit sont bien plus prononcées sur de plus courtes périodes ou selon les années.

### Étiage ou basses eaux
En période d'étiage, le VCN3 peut chuter jusque 0,052 m3/s, soit 52 litres par seconde, ce qui est sévère.

### Crues
Les crues peuvent être importantes, mais relativement moindres que celles qui affectent d'autre affluents de la Creuse comme la Petite Creuse. Les QJX 2 et QJX 5 valent respectivement 16 et 22 m3/s. Le QJX 10 est de 25 m3/s, le QJX 20 de 29 m3/s, tandis que le QJX 50 se monte à 34 m3/s.
Le débit journalier maximal enregistré durant cette période de 60 ans, a été de 58 m3/s le 4 octobre 1960. En comparant cette valeur avec l'échelle des QJX de la rivière, il apparaît clairement que la crue de 1960 était bien plus que cinquantennale, sans doute centennale, voire plus.
Selon les estimations lors de certaines crues, les débits instantanés de la Rozeille ont été évalués à des niveaux très importants :
- 99 m3/s en janvier 1982, en amont de sa confluence avec la Creuse ;
- 156 m3/s en octobre 1960, en amont de sa confluence avec la Creuse ;
- 177 m3/s en juin 1977, au niveau de sa confluence avec la Creuse.

### Lame d'eau et débit spécifique
La lame d'eau écoulée dans le bassin versant de la Rozeille est de 429 millimètres par an, ce qui est supérieur à la moyenne d'ensemble de la France tous bassins confondus (plus ou moins 320 millimètres par an). Le débit spécifique (ou Qsp) de la rivière atteint 13,6 litres par seconde et par kilomètre carré de bassin.

## Galerie de photos

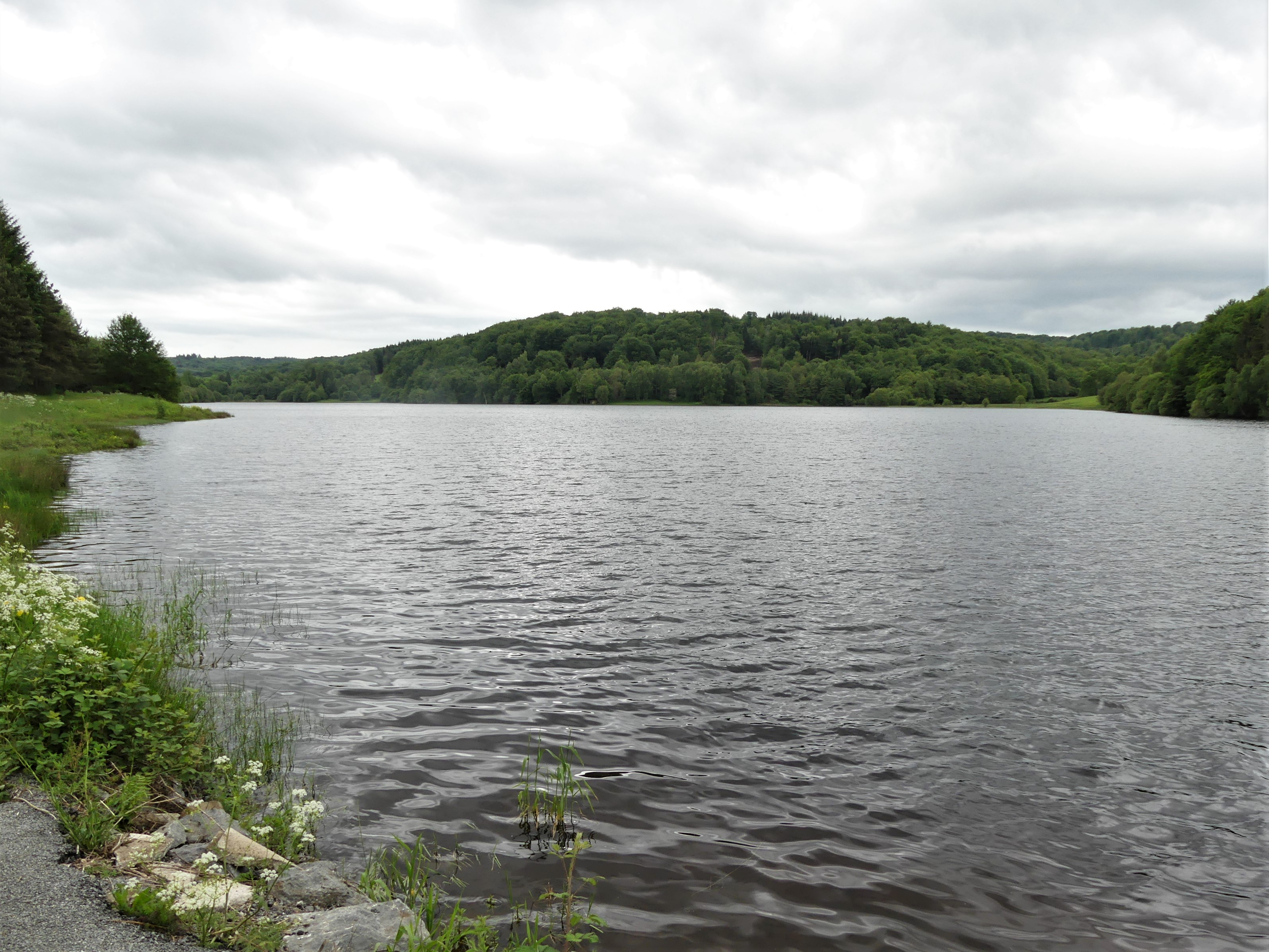
La retenue du barrage de Beissat.
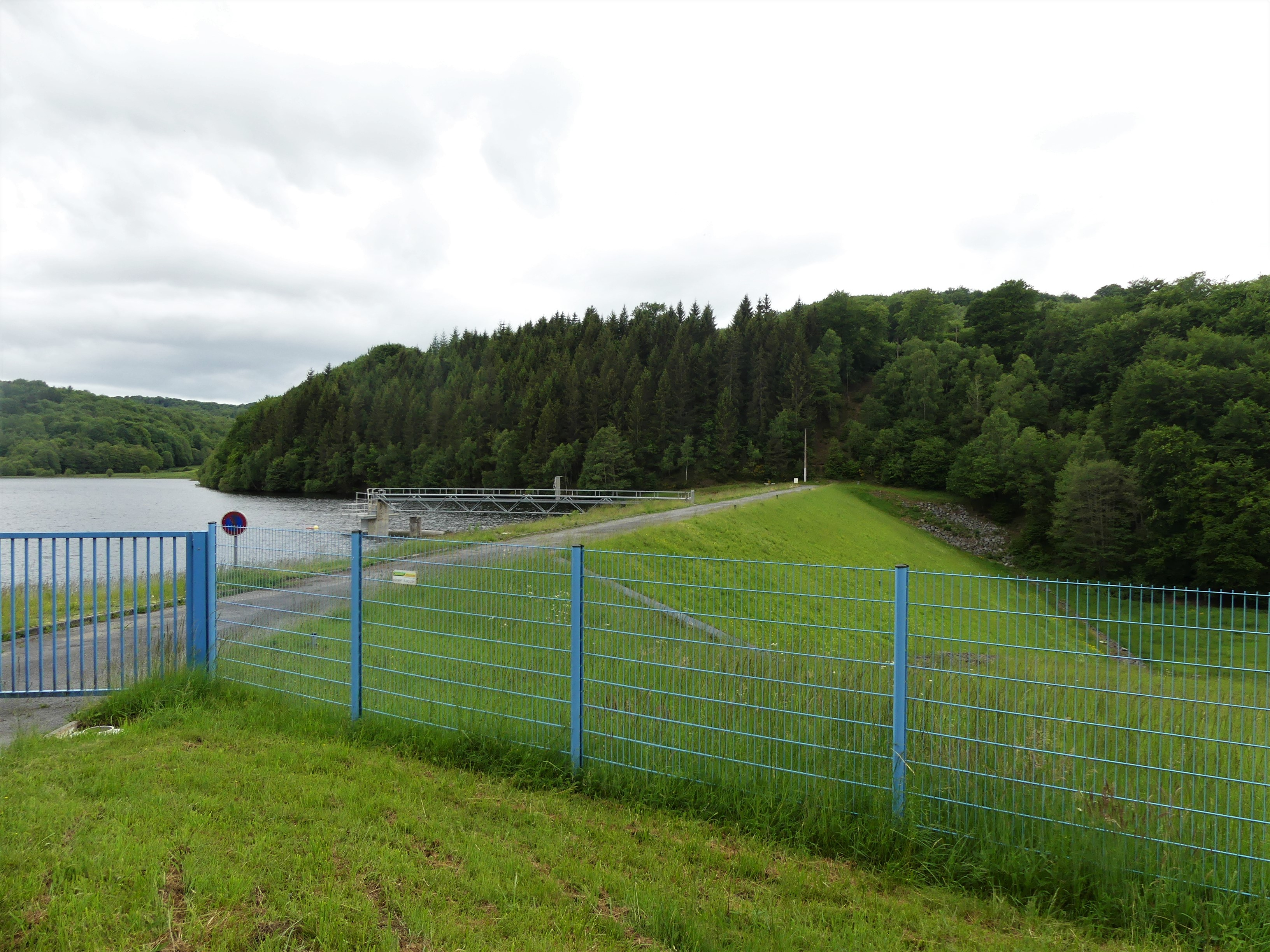
Le barrage de Beissat.
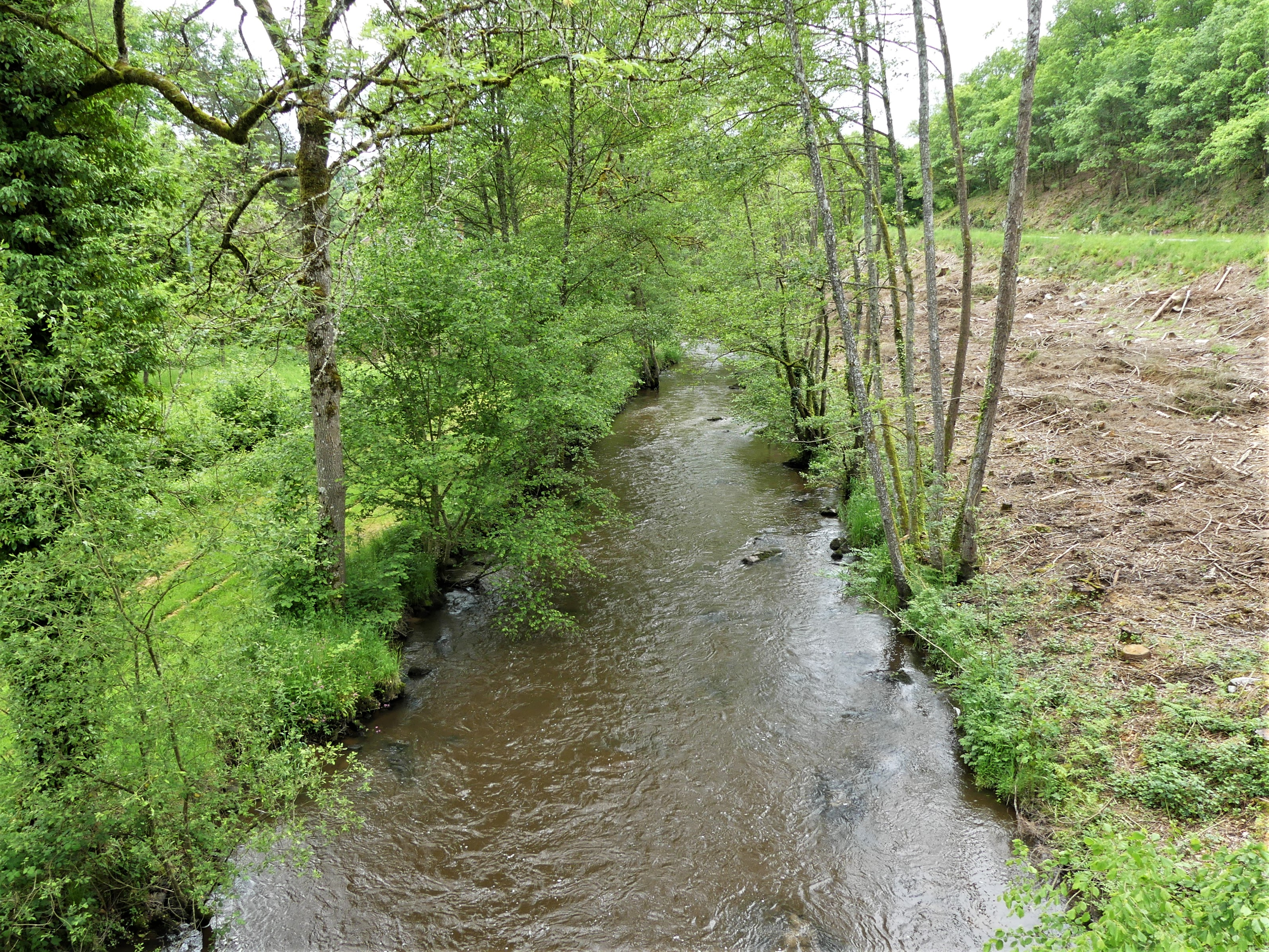
La Rozeille à Moutier-Rozeille (route départementale 19).
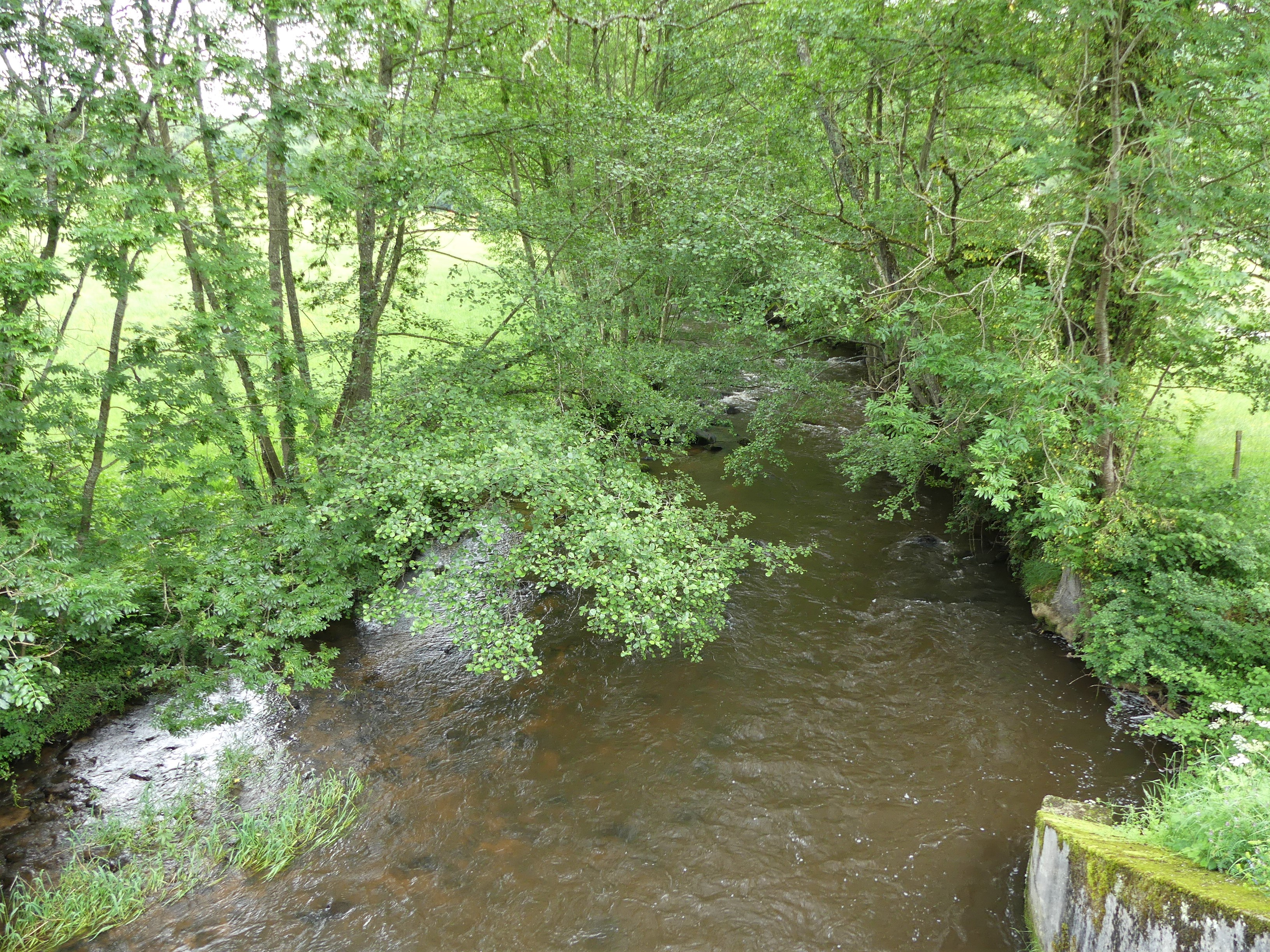
La Rozeille à Moutier-Rozeille (route départementale 990).
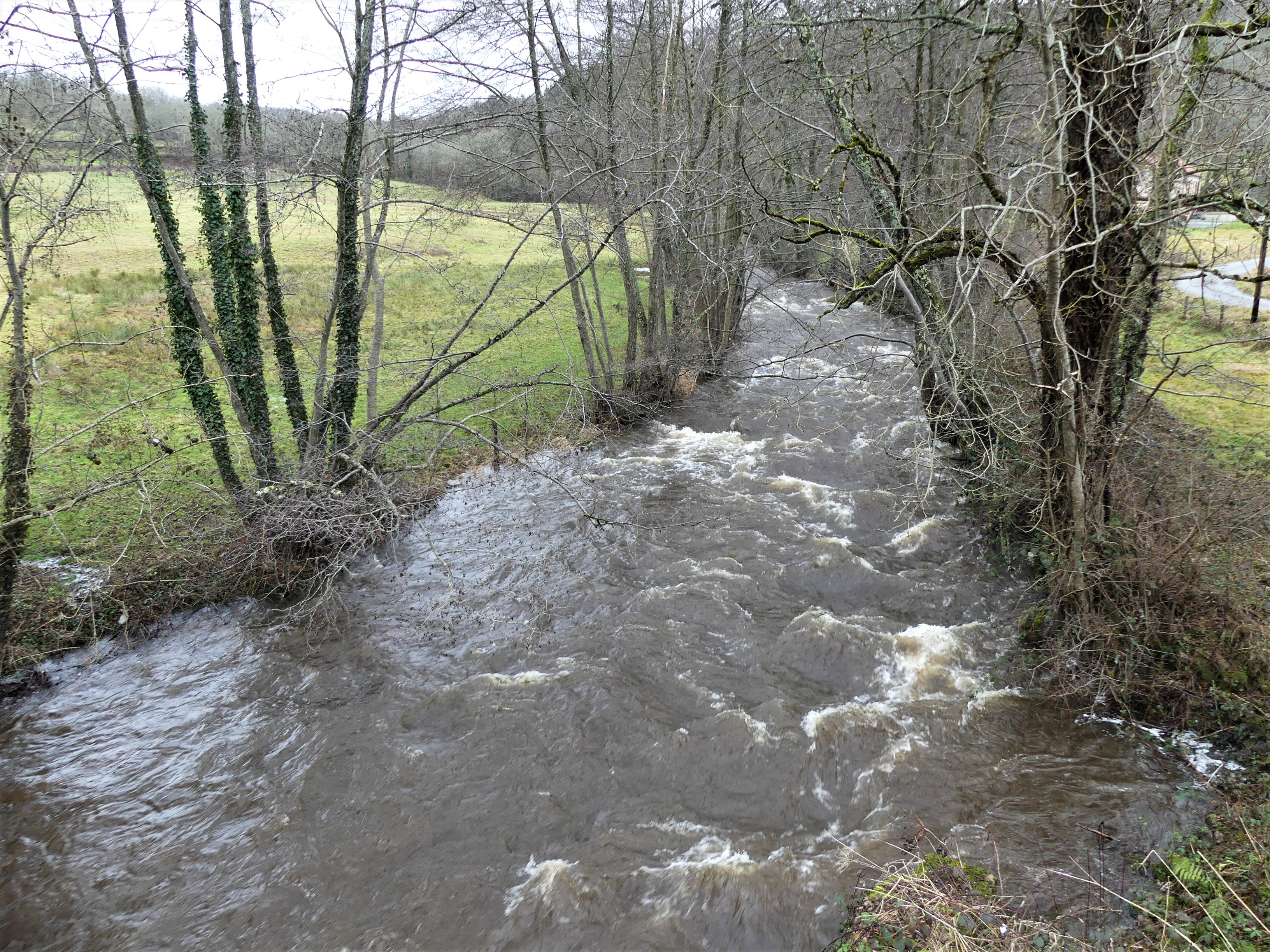
Même endroit, en période de crue.